# UgrinPack-Erdősi Kft.
Az UgrinPack-Erdősi Kft. Európa egyik vezető fenntartható csomagolástechnikai vállalata[forrás?], amely több mint 100 éves múltra tekint vissza[forrás?]. Az innováció és a környezettudatos megoldások iránti elkötelezettsége révén az UgrinPack kiemelkedő szereplője az európai csomagolási iparnak.

## Történet és háttér
Az UgrinPack története 1923-ban kezdődött Hajdúnánáson, amikor az alapítók megkezdték tevékenységüket.[forrás?] Az évek során a vállalat a fenntartható csomagolóanyag-gyártás és az innováció úttörőjévé vált[forrás?]. A jelenlegi tulajdonosok, Ugrin Orsolya, Ugrin Boglárka és Ugrin András, tovább viszik a családi vállalkozás hagyományait, miközben a harmadik generáció is aktívan részt vesz a cég irányításában.

## Tevékenységi kör
Az UgrinPack-Erdősi Kft. széles körű termékkínálattal és szolgáltatásokkal áll partnerei rendelkezésére, különösen az alábbi területeken:
- Hajlékony és merevfalú csomagolóanyagok gyártása
- Egyszer használatos catering eszközök előállítása műanyagmentes alapanyagokból
- POS-termékek és promóciós csomagolások gyártása
- Bliszter csomagolások gyártása
- Kötszergyártás: 2023-tól géz tekercsek és lapok előállítása, amelyek az egészségügyi és szépségápolási iparban is alkalmazhatók, különleges gyógyító és ránctalanító bevonatokkal.

## Fenntarthatóság és innováció
Az UgrinPack elkötelezett a fenntarthatóság és az innováció mellett:
- ESG-elvek: A cég minden tevékenységét az ESG (Environmental, Social, Governance) alapelvek mentén végzi, támogatva a környezeti fenntarthatóságot és az etikus üzleti gyakorlatot.
- Lebomló és komposztálható csomagolóanyagok: Az UgrinPack Magyarországon elsőként vezette be a 100%-ban komposztálható csomagolóanyagokat.
- Újrahasznosíthatóság innovációval: Egyedi szimplifikációs technológiákat alkalmaz, amelyek lehetővé teszik eddig nem újrahasznosítható anyagok körforgásba való visszakerülését.
- Környezetbarát technológiák: Az extrúziós és rotációs bevonási eljárásaik teljes mértékben mentesek az etilacetát és izocianát tartalmú anyagoktól.

## Nemzetközi együttműködések
Az UgrinPack-Erdősi Kft. az európai csomagolási ipar meghatározó szereplője, számos nemzetközi projektben vesz részt szakértőként és munkacsomag-vezetőként, például:
- Value4Pack
- EPIC
- Decide
- CircSyst
- PlanC

## Első Magyar Csomagolástechnikai Klaszter
Az UgrinPack alapítói közreműködésével létrejött Omnipack klaszter a régió egyik legjelentősebb csomagolástechnikai hálózata, amely:
- Teljes körű csomagolástechnikai szolgáltatásokat kínál, beleértve egyedi igényekre szabott megoldásokat is.
- Nemzetközi klaszterkapcsolatai révén Európa-szerte biztosítja azokat a csomagolóanyagokat, amelyeket az UgrinPack saját gyártásában nem állít elő.
- Folyamatosan fejleszti technológiáit a fenntartható jövő és az élhető környezet érdekében.